# Ставропольская епархия
Ставропо́льская епа́рхия — епархия Русской православной церкви, объединяющая приходы и монастыри в западной части Ставропольского края.
Епархиальный центр — Ставрополь. Кафедральные соборы — Казанский в Ставрополе и Покровский в Невинномысске.
Правящий архиерей — митрополит Кирилл (Покровский) (с 22 марта 2011 года).

## История
Епархия была выделена из Астраханской епархии решением синода 4 (16) апреля 1842 года, открыта 13 января 1843 года как Кавказская и Черноморская. Ко времени открытия епархии (первый епископ — Иеремия (Соловьёв)) в Кавказской области было 126 церквей и 180 причтов, а в Черномории 66 церквей и 96 причтов. За менее чем десятилетний срок пребывания на кафедре была устроена духовная семинария (1846) и развёрнуто строительство храмов.
В 1845 году почти половина её храмов была передана в подчинение обер-священнику (главе военного духовенства округа) в Тифлис. Это положение сохранялось до 1867 года.
В начале 1860-х годов появляются десятки новых приходов в Закубанье, затем присоединяются свыше двухсот войсковых церквей бывшей Кавказской линии. Возросшая более чем в два раза численность храмов приводила к нехватке духовенства, и решение этой проблемы становилось важнейшей задачей того времени. К середине 1870-х годов Кавказская епархия насчитывала 425 церквей, в том числе 113 — в Ставропольской губернии, 220 — в Кубанской области, 77 — в Терской области и 15 — на территории Черноморского округа, созданного в 1866 году.
13 (1) января 1873 года вышел первый номер «Кавказских епархиальных ведомостей». С 1886 по 1918 год выходили как «Ставропольские епархиальные ведомости».
При последнем дореволюционном архиерее архиепископе Агафадоре (Преображенском) (на кафедре с 1893 по 1919) особенно развернулась миссионерская работа среди народов Северного Кавказа; в его же бытность в Ставрополе в мае 1919 года состоялся Южно-Русский собор, на котором было образовано Временное Высшее Церковное Управление Юго-Востока России (впоследствии оформившееся как Русская православная церковь заграницей).
25 декабря 1907 года по указу императора Николая II и Святейшего Синода в Ставропольской епархии на местные средства была учреждена кафедра викарного епископа Ейского с пребыванием в Екатеринодаре.
В 1920-е — 1930-е года в епархии была разрушена или отобрана у верующих большая часть храмов; в Ставрополе осталась лишь одна Успенская церковь, в то время как до 1917 года православных церквей в городе было более двадцати при населении 45 тысяч человек. С 1936 по 1943 годы епархия не существовала.
Послевоенное возрождение церковной жизни в епархии связывается с именем митрополита Антония (Романовского, на кафедре в 1943—1962 гг.). Часть храмов снова была открыта. В соответствии с постановлением Совнаркома СССР в Ставрополе открылись двухгодичные богословско-пастырские курсы. 15 ноября 1946 года воссоздана Ставропольская духовная семинария.
На 1 января 1957 года в Ставропольском крае (тогда он включал часть современной Калмыкии) действовали 129 церквей и молитвенных домов, в которых служили 147 священников.
После 1988 года количество приходов в епархии увеличилось в четыре раза; была возрождена Ставропольская Духовная семинария, открыты православные общеобразовательные гимназии и школы, детские сады; возрождение проходило в архиерейство поставленного на кафедру 1991 году митрополита Гедеона (Докукина).
28 декабря 1998 года территория Дагестана и Азербайджана вошла в восстановленную тогда Бакинскую и Прикаспийскую епархию.
В 2011 году Кабардино-Балкария, Карачаево-Черкесия и три южных района Ставропольского края переданы Пятигорской епархии, Ингушетия, Северная Осетия, Чеченская Республика тогда же переданы Владикавказской епархии.
В 2012 году 11 восточных районов Ставропольского края переданы новообразованной Георгиевской епархии.

## Титулы епархиального архиерея
- 16 апреля 1842 — 30 июля 1867 — Кавказский и Черноморский
- 30 июля 1867 — 8 марта 1886 — Кавказский и Екатеринодарский
- 8 марта 1886 — 5 октября 1916 — Ставропольский и Екатеринодарский
- 5 октября 1916—1922 — Кавказский и Ставропольский
- 1922—1934 — Ставропольский и Кубанский
- 1935—1943 — Ставропольский и Донский
- 1943—1945 — Ставропольский и Пятигорский
- 1945—1994 — Ставропольский и Бакинский
- 1994—2012 — Ставропольский и Владикавказский
- с 2012 — Ставропольский и Невинномысский

## Архиереи
- 1 января 1843 — 20 ноября 1849 - Иеремия (Соловьёв)
- 20 ноября 1849 — 30 октября 1857 - Иоанникий (Образцов)
- 13 ноября 1857 — 5 августа 1861 - Игнатий (Брянчанинов)
- 1 декабря 1862 — 11 мая 1872 - Феофилакт (Губин)
- 24 июня 1872 — 16 февраля 1886 - Герман (Осецкий)
- 8 апреля 1886 — 25 ноября 1889 - Владимир (Петров)
- 16 декабря 1889 — 17 июля 1893 - Евгений (Шерешилов)
- 17 июля 1893 — 31 июля 1919 - Агафодор (Преображенский)
- 10 мая — 1 сентября 1914, 1919—1920 - Михаил (Космодемьянский)
- февраль 1920 — 29 ноября 1920 - Сергий (Лавров)
- 26 апреля — июнь 1923 - Димитрий (Добросердов)
- 28 октября 1923 — 20 августа 1926 - Иннокентий (Летяев)
- октябрь — декабрь 1926 - Иринарх (Синеоков-Андреевский)
- 1926—1927 - Иннокентий (Ястребов)
- 1 ноября — 25 ноября 1927 - Арсений (Смоленец)
- 28 января 1928 — 7 мая 1933 - Серафим (Мещеряков)
- 24 августа 1933—1934 - Лев (Черепанов)
- 1935—1936 - Антоний (Романовский)
- 27 сентября 1943 — 7 ноября 1962 - Антоний (Романовский)
- 7 — 16 ноября 1962 - Виктор (Святин)
- 16 ноября 1962 — 27 февраля 1968 - Михаил (Чуб)
- 27 февраля 1968 — 1 июля 1975 - Иона (Зырянов)
- 3 августа 1975 — 4 декабря 1989 - Антоний (Завгородний)
- 26 января 1990 — 21 марта 2003 - Гедеон (Докукин)
- 26 декабря 2002 — 7 мая 2003 - Исидор (Кириченко)
- 7 мая 2003 — 22 марта 2011 - Феофан (Ашурков)
- с 22 марта 2011 - Кирилл (Покровский)

## Викариатстства
- Александровское (недействующее). Открыто в 1911 году[10].
- Арзгирское (недействующее)
- Армавирское (ныне самостоятельная епархия)
- Бакинское (ныне самостоятельная епархия)
- Ейское (ныне самостоятельная епархия)
- Михайловское (хиротоний не было)
- Моздокское (недействующее)
- Пятигорское (ныне самостоятельная епархия)

## Благочиния
По состоянию на 1893 год епархия разделена на 10 благочиннических округов.
По состоянию на октябрь 2022 года епархия разделена на 15 церковных округов:
- 1-е Ставропольское благочиние
- 2-е Ставропольское благочиние
- 3-е Ставропольское благочиние
- Дивенское благочиние
- Донское благочиние
- Грачёвское благочиние
- Изобильненское благочиние
- Ипатовское благочиние
- Курсавское благочиние
- Медвеженское благочиние
- Михайловское благочиние
- Невинномысское благочиние
- Новоалександровское благочиние
- Ольгинское благочиние
- Светлоградское благочиние

## Монастыри
- Иоанно-Мариинский монастырь в Ставрополе (женский)
- Скит святых первоверховных апостолов Петра и Павла Иоанно-Мариинского женского монастыря в селе Петропавловка, Шпаковского района
- Монастырь во имя иконы Пресвятой Богородицы «Всех скорбящих Радость» в селе Татарка (мужской)
- Монастырь во имя святых первоверховных апостолов Петра и Павла в Светлограде (мужской, игумен иеромонах Кирилл (Никитин); постановление Священного синода от 26.2.2019[14]).

Храм Николая Чудотворца в городе Светлограде
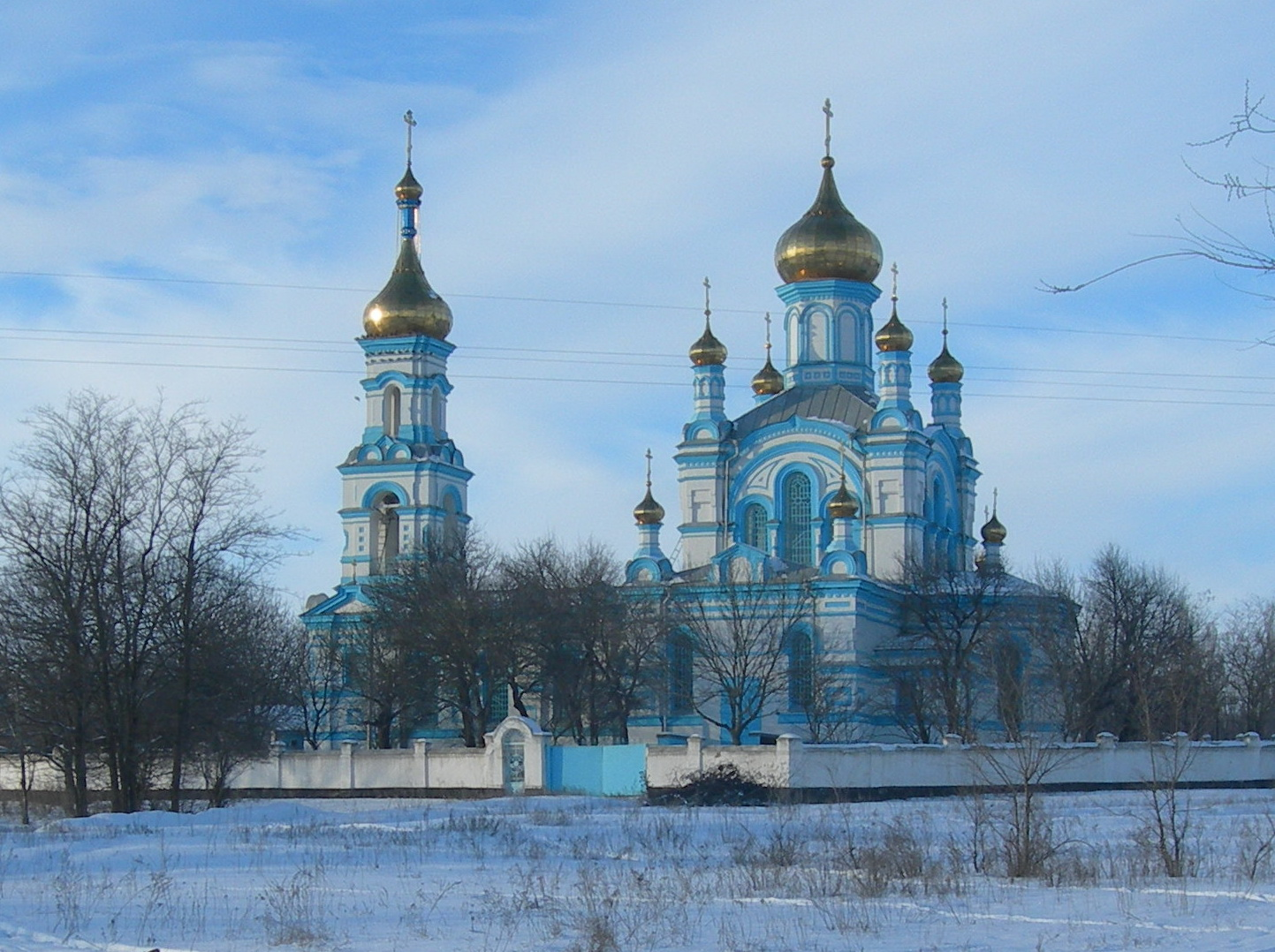
Никольский храм в Кугульте